# Роден (фільм)
«Роде́н» (фр. Rodin) — французько-бельгійський біографічний фільм-драма 2017 року, поставлений режисером Жаком Дуайоном з Венсаном Лендоном та Ізею Іжлен у головних ролях. Фільм було відібрано для участі в основній конкурсній програмі 70-го Каннського міжнародного кінофестивалю (2017) у змаганні за Золоту пальмову гілку .

## Сюжет
У основі сюжету фільму історія сходження геніального французького скульптора Огюста Родена (1840—1917) до вершини світового мистецтва. У сорокарічному віці він отримує від уряду Франції перше замовлення: «Брама пекла», що прославило його, і над яким він працював 27 років. Він залишає свою супутницю та матір його єдиної дитини Роз Бере, заради талановитої учениці Каміли Клодель, життя з якою буде наповнене взаємним обожнюванням і муками.

## У ролях
| • Венсан Лендон    | … | Огюст Роден       |
| • Ізя Іжлен        | … | Каміла Клодель    |
| • Северин Канеел   | … | Роз Бере          |
| • Едвард Акрут     | … | Едвард Стайген    |
| • Олівія Бусіо     | … | Гвен Мері Джон    |
| • Серж Багдассарян | … |                   |
| • Магдалена Маліна | … | Софі Постольська  |
| • Леа Джексон      | … | Джессі            |
| • Режис Руайє      | … |                   |
| • Патрісія Мазюї   | … | Орелі де Фокомбер |
| • Антоні Бажон     | … | Огюст Бьоре       |

## Знімальна група
- Автор сценарію — Жак Дуайон
- Режисер-постановник — Жак Дуайон
- Продюсер — Крістіна Ларсен
- Співпродюсери — Чарльз С. Коен, Патрік Кіне
- Асоційований продюсер — Філіпп Ложі
- Лінійний продюсер — Тіна Вінгольт
- Оператор — Крістоф Бокарн
- Композитор — Філіпп Сард
- Монтаж — Фридерік Фішефе
- Художник-постановник — Катя Вишкоп
- Художник по костюмах — Паскалін Шаванн
- Підбір акторів — Коралі Амедео, Констанс Демонтуа

## Нагороди та номінації
| Список нагород та номінацій         | Список нагород та номінацій | Список нагород та номінацій | Список нагород та номінацій | Список нагород та номінацій | Список нагород та номінацій |
| Кінопремія                          | Дата церемонії              | Категорія                   | Номінант(и)                 | Результат                   | Дж                          |
| ----------------------------------- | --------------------------- | --------------------------- | --------------------------- | --------------------------- | --------------------------- |
| Каннський міжнародний кінофестиваль | 28.05.2017                  | Золота пальмова гілка       | Роден                       | Номінація                   | [ 2 ]                       |